# A40 (Groot-Brittannië)
De A40 is een doorgaande weg in Engeland en Wales, op het eiland Groot-Brittannië, in het Verenigd Koninkrijk.
De weg verbindt Londen (in Engeland), via High Wycombe, Oxford, Cheltenham, Gloucester, Ross-on-Wye, Llandovery, Llandeilo, Carmarthen Haverfordwest en Fishguard in Pembrokeshire (Wales). De weg is 417 km lang.
Routeberschrijving
Londen
De A40 begint in Londen op de afrit Edgware Road waar ze  in oostelijke richting verdergaat a\s A505. Hier kruist de A5 en loopt de A404 een stukje parallel mee naar het westen en buigt na een kilometer naar het noordwesten af. De weg loopt verder naar het westen en kruist bij de afrit Westway Road Roundabout de A3220, bij afrit Wood Lane de A219 en afrit Gipsy Corner waar de A4000 kruist. De weg komt nu op de rotonde Hanger Lane Gyratory waar de A406 kruist en de A4005 aansluit. Vervolgens passeert de weg de afrit Greenford Roundabout waar de A4127 kruist, de afrit Target Roubdabout waar de A312 kruist en de afrit Polish War Memorial waar de A317 aansluit, Dan komt de A40 bij de Denham Roundabout waar de 40 begint, de A4020 en de A412 aansluiten de weg verlaat nu de stad Londen. De A40 loopt naar het noordwesten, kruising met de A413 en kruist de M25 zonder aansluiting.
Londen - High Wycombe
De weg loopt verder door Gerrards Cross en kent ten oosten van Beaconsfield op de Pyebush Roundabout de aansluiting van de A355, waarmee een samenloop is tot in het oosten van Beaconsfield waar de A355 naar het noorden afbuigt. De A25 loopt verder naar High Wycombe.
High Wycombe
De A40 door High Wycombe waar in het oosten van de stad bij Knaves Beech Interchange  de M40 en de A4094 aansluiten. Vervolgens kruist de A404. Verderop in de stad  sluit op rotonde Abbey Way A4128 aan en sluit op Pedestal Roundabout de A4010 aan.
High Wycombe - Oxford
De weg loopt verder door West Wycombe, Stokechurch. Bij Stockchurch loopt er en klein stukje A40 in zuidelijke richting en sluit bij de Stokechurch Interchange aan op de M40. De hoofdroute van de A40 loopt verder in noordwestelijke richting, komt door Tetsworth en is er net ten westen van Tetsworth een korte samenloop met de A329. De weg loopt verder naar
een kruising waar de ze aansluit op de A419 en ze samen naar de Wheatly Intechange lopen. Hier de sluit M40 aan en eindigt de A419. De A40 loopt verder via de rondweg van Wheatly.
Oxford
De A40 loopt nu door de stad Oxford waar op de Green Road Roundabout waar de A4142 en de  A420 aansluit. De weg loopt in noordwestelijke richting verder naar Cutterslowe
Cutterslowe
In Cutterslowe kruist bij de Cutterslowe Roundabout A4165 en verder naar het westen sluit bij de Wolvercote Roundabout de A44 aan.
Cutterslowe - Gloucester
De A40 loopt verder en kruist de Western By Pass Road A34 zonder aansluiting. De weg loopt verder via de rondweg van Witney waar ze bij afrit Witney de A415 kruist. De weg loopt verder via de Burton Roundabout waar de A361 kruist. De weg loopt verder en op een kruising ten noorden van Northleach de aansluiting van de A429 aansluit. De A40 en de A429 lopen samen met A429 en kennen ten westen van Shipford de aansluiting van de A436 en is er een samenloop tot op een kruising in Andoversford waar de A436 in noordoostelijke richting afsplitst. De A40 loopt door de stad Cheltenham waar een samenloop is met de A46 en ze de A46 ook nog kruist. Dan sluit op Suffoik Square Roundabout de A4015 aan en verder naar het westen sluit op de Benhell Rondabout A4013 aan. Vervolgen kent de A40 op de Golden Valley Junction de aansluiting van de M5 en komt in de stad Gloucester.
Gloucester
In Gloucester kruist op de Elmbridge Court Roundabout de A417, kruist op een rotonde  de A38 en de  Over Roundabout waar de A417 en de A430 aansluiten.
Gloucester - Ross-on-Wye
Verder naar het westen sluit bij de Highham Roundabout de A48 aan. De weg loopt verder door Huntley waarna ze op een kruising ten westen van Huntley de A4136 aansluit en loopt door Ross-on-Wye  aansluit en steekt de rivier de Wye, die  de grens met Wales vormt, over.
Grens met Wales - Monmouth
Vervolgens sluit op de Wilton Roundabout de A49 aan en kent de A40 bij een afrit de aansluiting van de A4137 en bereikt verder naar het westen de rondweg van Monmouth waar op een rotonde in het zuidwesten van de stad A466 begint die door Monmouth loopt en ten zuiden van het stadje de A40 weer kruist.
Monmouth - Brecon
De weg loopt verder en komt bij de Raglan Junction A449 aansluit en loopt in westelijke richting via de rondweg van Raglan en passeert de Hardwick Gyratory waar de A465 kruist en de A4042 aansluit. De A40 loopt nu door de stad Abergavenny waar de A4143 aansluit. De weg loopt door Crickhowell waar de A4073 aansluit. De weg loopt verder naar het westen en kent op een kruising ten westen van Crickhowell sluit de A479. De A40 loopt verder naar Brecom.
Brecon - Havenfordwest
De A40 sluit op een rotonde in het oosten van Brecon aan op de A470 die de rondweg van het stadje vormt. De A40 en de A470 lopen samen naar een rotonde in het zuidwesten van de stad waar de A470 naar het zuiden afbuigt. Vervolgens sluit op een kruising ten noordoosten Sennybridge de A4067 aan. De A40 loopt verder en komt in Llandovery waar op een kruising de A4069 aan. Vervolgens sluit op een kruising A483 aan en loopt de A40 samen met A483 naar Llamdeilo, onderweg sluit ten noordwesten van Llangadog de A4069 en komt in Llandeilo waar de A483 weer afsplitst. De A40 loopt verder naar rondweg Carmarthen vaar op een rotonde  in het noordoosten van de stad de A485 aan. Dan sluit ten oosten van de stad sluit op een rotonde de A484, waarmee een samenloop is tot de rotonde ten zuidoosten van de stad de A48 aansluit en A484 aansluit en kent op een  rotonde ten zuiden van Carmarthen waar de A4242 aansluit. De A40 loopt verder naar Havenfordwest.
Havenfordwest
Op de Scottswell Roundabout in het zuidoosten van Haverfordwest loopt de hoofdroute over de oostelijke rondweg naar het noorden. Terwijl het oude traject dat nog steeds als A40 genummerd is en door de stad loopt, samen met de A4076 Havenfordwest inloopt. De oude A40 sluit op de Withtbusch Roundabout weer op de rondweg aan. De A40 loopt verder in noordelijke richting  waar ze op de Rafael Roundabout ten zuiden van Fishguard de aansluiting kent van de A487. De A40 loopt nu in noordwestelijke richting verder naar Fishguard.
Fishguard
De weg kent op de rotonde Windy Hall de aansluiting van de A487. De A40 loopt verder door Fishguard-Goodwick naar de Parrog Roundabout waar de A40 eindigt en de A487 in zuidwestelijke richting afbuigt.

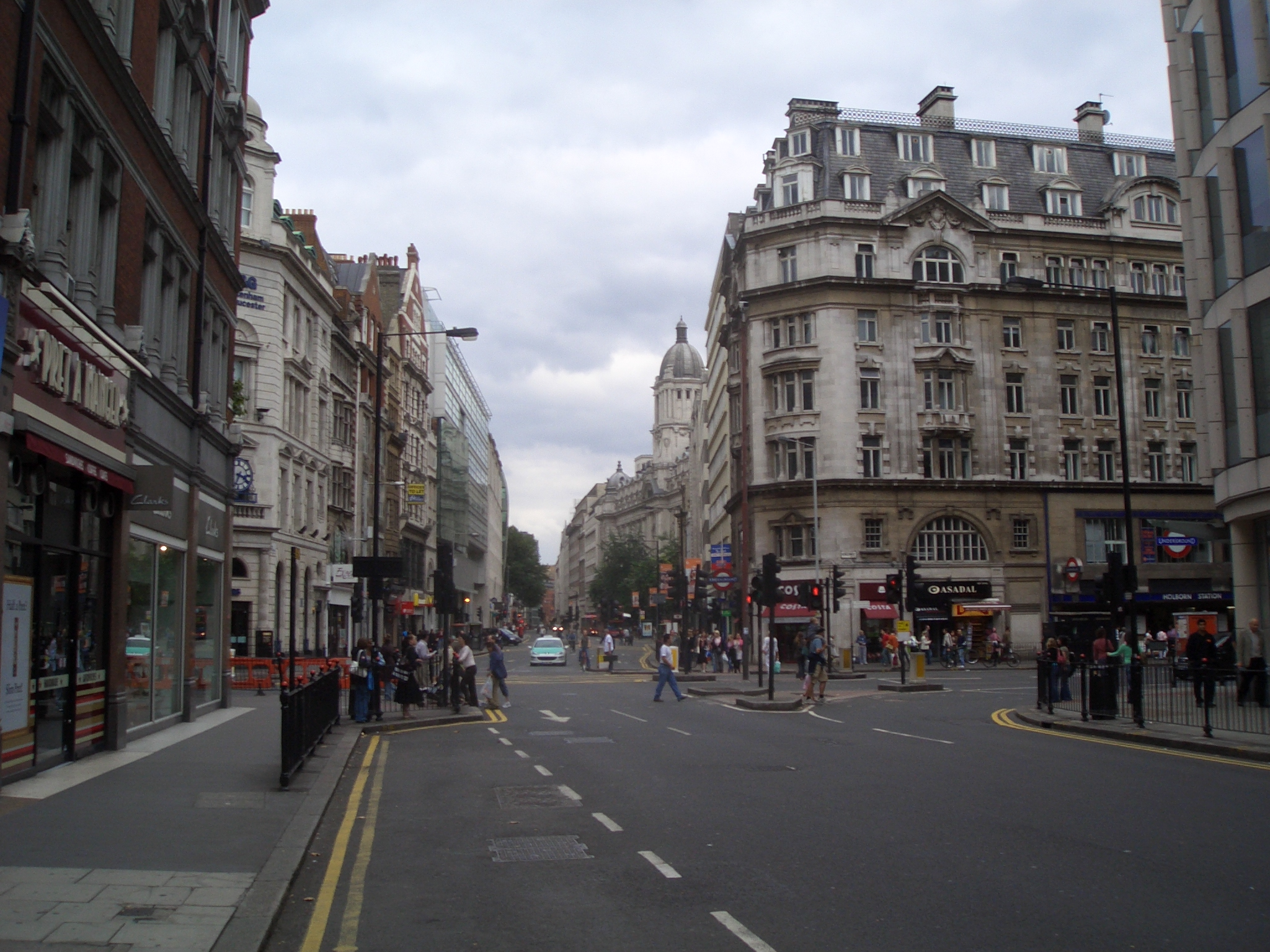
High Holborn
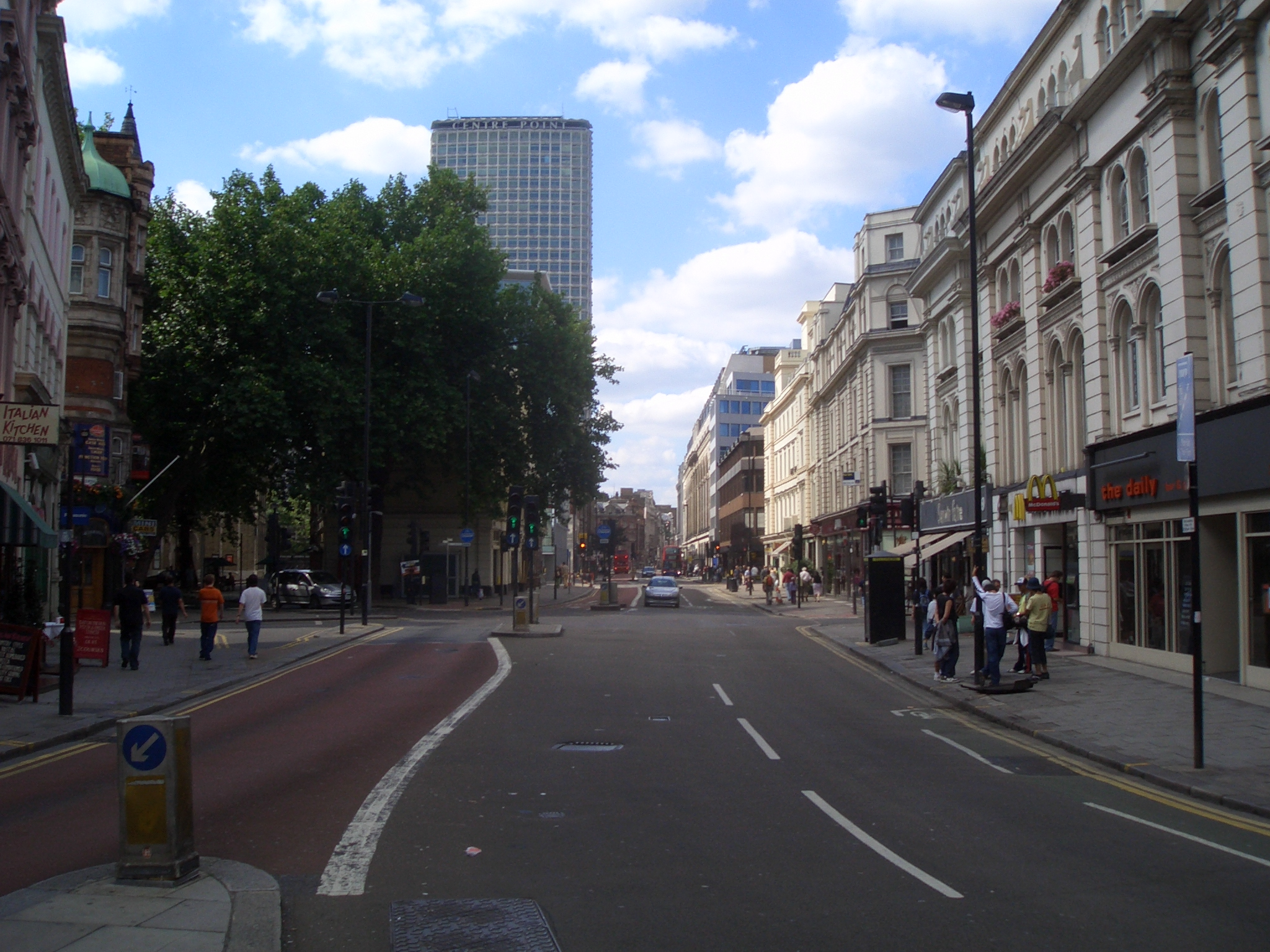
New Oxford Street
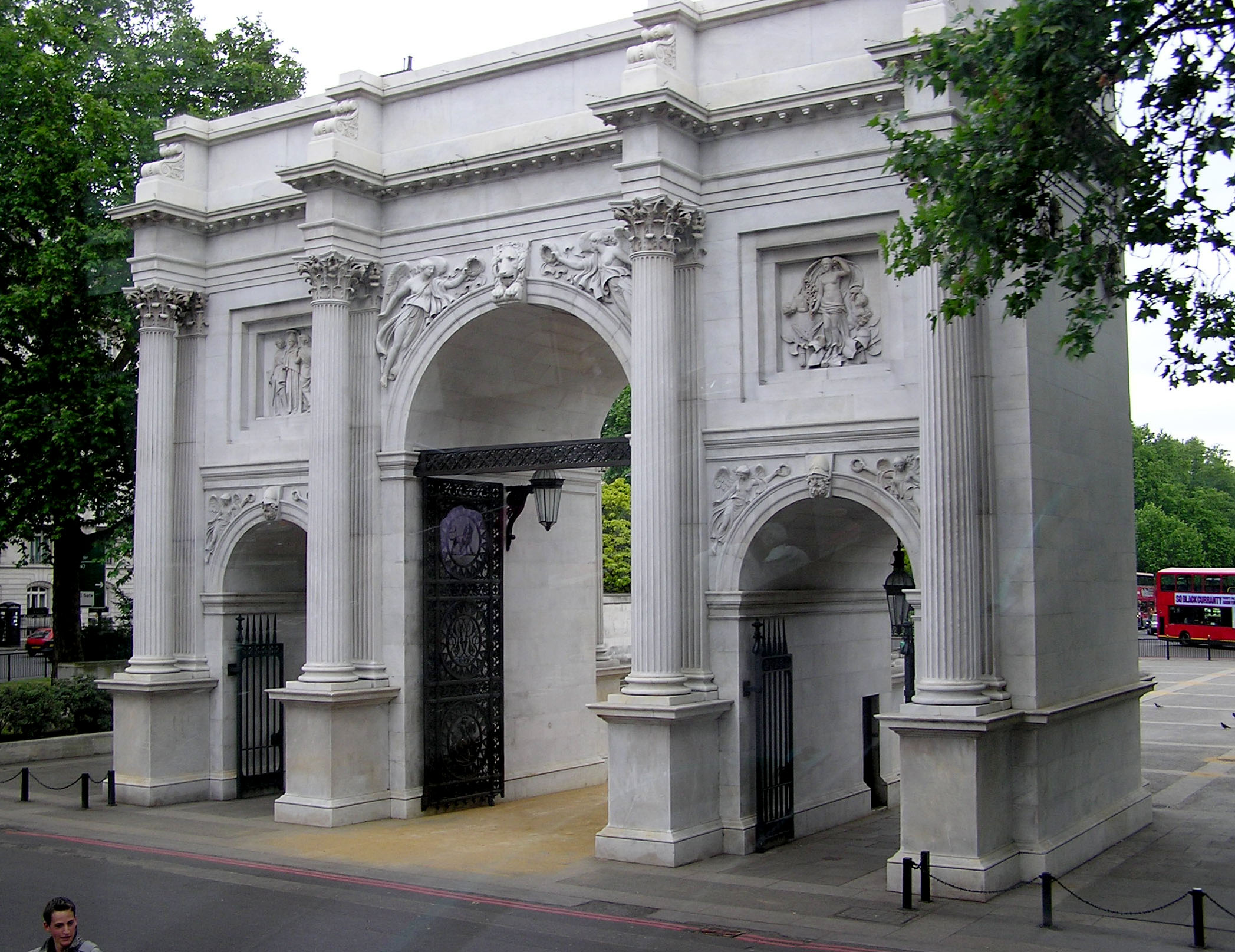
Marble Arch
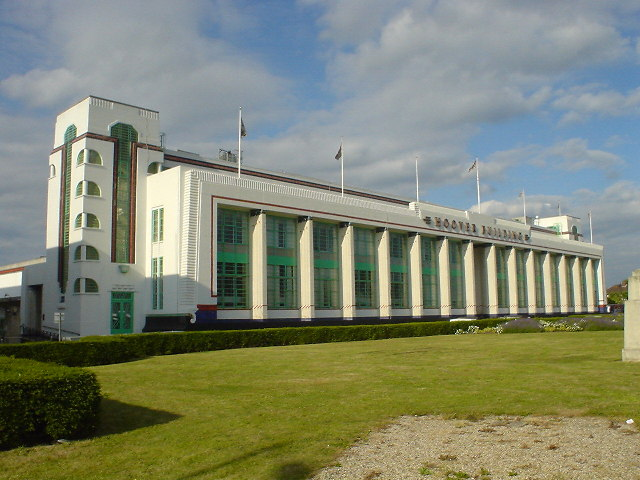
The Hoover Building, nu een Tesco supermarkt aan de A40
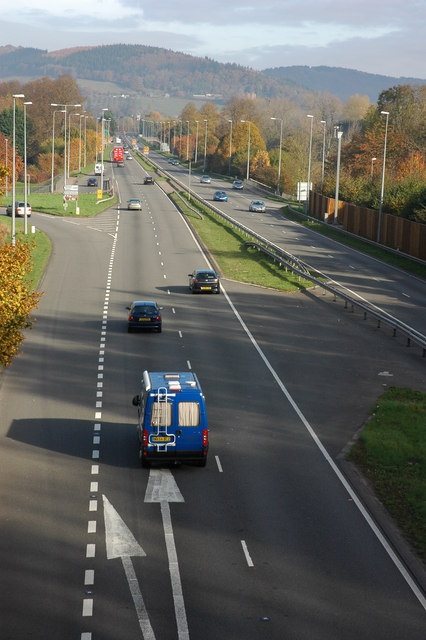
De A40 in Monmouth